# Ralf Zumdick
Ralf Zumdick (* 10. května 1958, Münster, Západní Německo) je bývalý německý fotbalový brankář. Po skončení aktivní hráčské kariéry se stal trenérem.

## Klubová kariéra
Působil v německých klubech SC Preußen Münster (1980–1981) a VfL Bochum (1981–1995).
V německé Bundeslize vstřelil jako brankář 1 gól (bylo to v dresu VfL Bochum).

## Trenérská kariéra
Vedl kluby např. v Německu, Turecku, Íránu, Maďarsku, Ghaně. V roce 2003 byl hlavním koučem A-mužstva Ghany.